# Liste der Biografien/Burf
Liste der Biografien |
Portal Biografien |
Personensuche
# |
A |
B |
C |
D |
E |
F |
G |
H |
I |
J |
K |
L |
M |
N |
O |
P |
Q |
R |
S |
T |
U |
V |
W |
X |
Y |
Z |
?
 
Ba |
Be |
Bd |
Bg |
Bh |
Bi |
Bj |
Bl |
Bm |
Bn |
Bo |
Br |
Bs |
Bu |
Bw |
By |
Bz
 
Bua |
Bub |
Buc |
Bud |
Bue |
Buf |
Bug |
Buh |
Bui |
Buj |
Buk |
Bul |
Bum |
Bun |
Buo |
Buq |
Bur |
Bus |
But–Buz
 
Bura |
Burb |
Burc |
Burd |
Bure |
Burf |
Burg |
Burh |
Buri |
Burj |
Burk |
Burl |
Burm |
Burn |
Buro |
Burp |
Burq |
Burr |
Burs |
Burt |
Buru |
Burv |
Burw |
Burx |
Bury |
Burz
Die Liste der Biografien führt alle Personen auf, die in der deutschsprachigen Wikipedia einen Artikel haben. Dieses ist eine Teilliste mit 11 Einträgen von Personen, deren Namen mit den Buchstaben „Burf“ beginnt.

## Burf

### Burfe
- Burfeindt, Claus (* 1891), deutscher Kartograf und Soldat (Unteroffizier) der Schutztruppe für Deutsch-Südwestafrika
- Burfeindt, Joachim (1892–1982), deutscher Politiker (DP), MdL
- Bürfent, Peter (* 1970), deutscher Eishockeyspieler und Unternehmensberater

### Burfi
- Burfict, Vontaze (* 1990), US-amerikanischer American-Football-SpielerVontaze Burfict (* 1990)

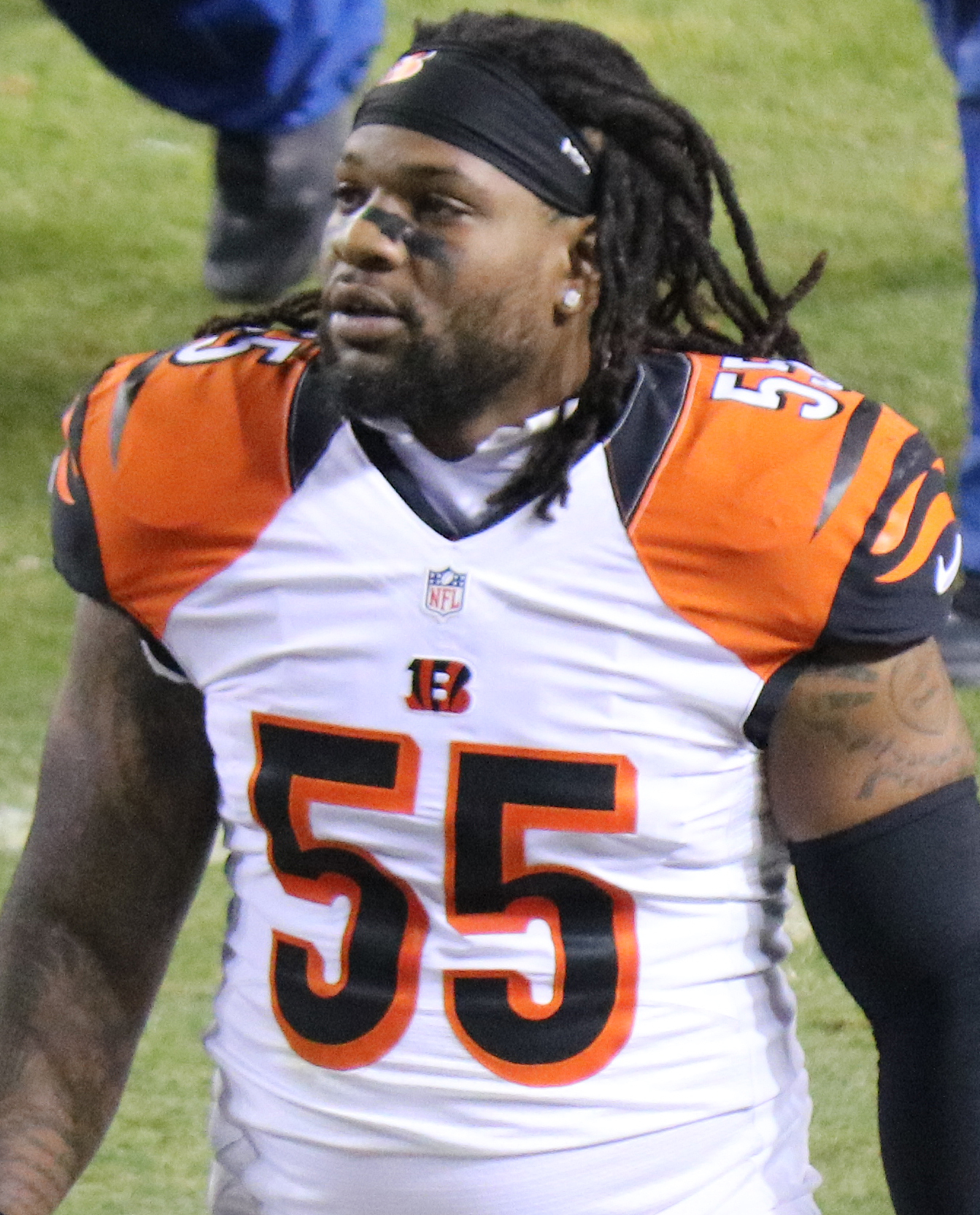
Vontaze Burfict (* 1990)

- Burfield, James Moulton († 1888), englischer Genremaler des Neorokoko
- Burfitt, Mary (1882–1956), australische Ärztin und Pathologin

### Burfo
- Burford, Anne Gorsuch (1942–2004), US-amerikanische Politikerin, Administratorin der Environmental Protection Agency
- Burford, Eleanor (1906–1993), britische Schriftstellerin
- Burford, Pamela (* 1954), US-amerikanische Schriftstellerin
- Burford, Phil (* 1990), englischer Poolbillardspieler
- Burford, Rose de († 1329), englische Kauffrau